# Jagatjit Singh

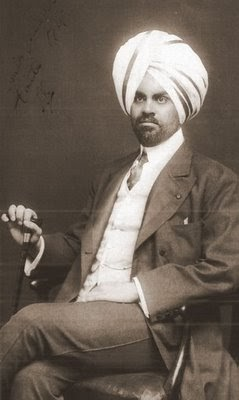
Jagatjit Singh

Jagatjit Singh Bahadur (Kapurthala, 24 november 1872 - Bombay, 19 juni 1949) was van 1877 tot zijn overlijden maharadja van het prinsdom Kapurthala in de Punjab in Brits-Indië. De eerste jaren met een regent, en vanaf november 1890 als effectief heerser van Kapurthala. Hij was de Indiase vertegenwoordiger bij de Volkenbond bij de sessies van 1926, 1927 en 1929, en nam deel aan de Round Table Conference van 1931.

## Bron
1. ↑  Royal Ark. Gearchiveerd op 11 augustus 2023.
2. ↑  Indiana

- Bibliothèque nationale de France: cb10314636h (data)
- Gemeinsame Normdatei: 108939196X
- International Standard Name Identifier: 0000 0003 9943 8557
- Library of Congress Control Number: nb2006004949
- Nationale Bibliotheek van Israël: 987007444588205171
- Virtual International Authority File: 293621139
- WorldCat: E39PBJcBXmFwktpk6cd9wMg3Qq